# Giro del Atlántico Norte

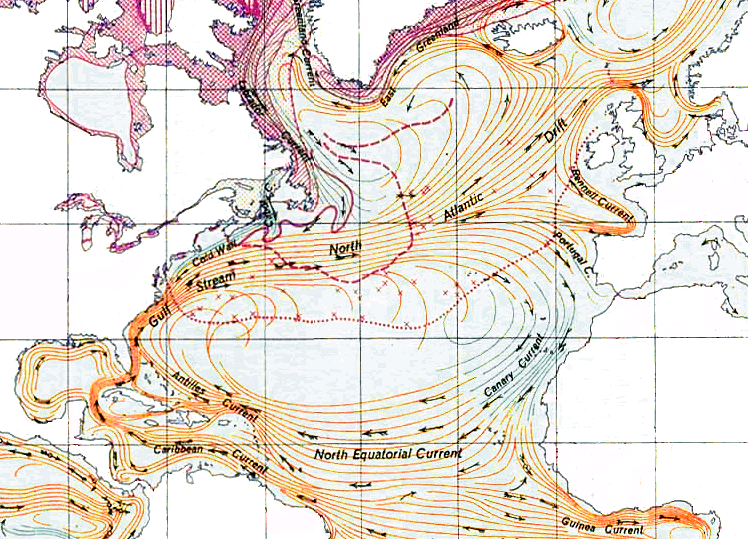
Vista de las corrientes que rodean el giro del Atlántico Norte.

El giro del Atlántico Norte es uno de los cinco grandes giros oceánicos. Es una corriente oceánica circular, con remolinos derivados y subgiros, a través del Atlántico Norte desde la zona de convergencia intertropical (calma o estancamiento) hasta la parte sur de Islandia, y desde las costas este de Norteamérica hasta las costas occidentales de Europa  y África.
A su vez, se subdivide principalmente en la corriente del Golfo del oeste, su continuación a menudo combinada, la corriente del Atlántico Norte a través del norte, la corriente de las Islas Canarias que fluye hacia el sur a lo largo del este y la corriente Ecuatorial del Norte en el sur. El giro tiene una circulación termohalina pronunciada, trayendo agua salada hacia el oeste desde el Mar Mediterráneo y luego hacia el norte para formar las aguas profundas del Atlántico Norte.
El giro atrapa desechos marinos antropogénicos (producidos por el hombre) formando una mancha de basura de restos flotantes, de la misma manera que el Giro del Pacífico Norte tiene su propia gran mancha de basura.
En el corazón del giro se encuentra el mar de los Sargazos, conocido por sus aguas tranquilas y acumulaciones de algas marinas bastante densas.

## Variabilidad estacional
Al igual que con muchos patrones oceanográficos, el giro del Atlántico Norte experimenta cambios estacionales. Stramma y Siedler (1988) determinaron que el giro se expande y contrae con una variación estacional; sin embargo, la magnitud del transporte de volumen no parece cambiar significativamente. Durante la temporada de invierno del hemisferio norte, el giro sigue un patrón más zonal; es decir, se expande en dirección este-oeste y se adelgaza en dirección norte-sur. A medida que las estaciones pasan del invierno al verano, el giro se desplaza hacia el sur unos pocos grados de latitud. Esto ocurre simultáneamente con el desplazamiento de la parte noreste del giro. Se ha concluido que las desviaciones zonales dentro del giro siguen siendo pequeñas mientras que al norte y al sur del giro son grandes.
Los datos recopilados en la región del mar de los Sargazos en la parte occidental del giro del Atlántico Norte han dado lugar a pruebas analíticas de que la variabilidad de este giro está relacionada con la mezcla convectiva invernal. Según Bates (2001), se produce una variación estacional de 8-10 °C en la temperatura de la superficie junto con una fluctuación en la profundidad de la capa de mezcla entre las estaciones de invierno y verano del hemisferio norte. La profundidad sube de 200 metros en invierno a unos 10 metros en verano. Los nutrientes permanecen por debajo de la zona eufótica durante la mayor parte del año, lo que resulta en una baja producción primaria. Sin embargo, durante la mezcla convectiva invernal, los nutrientes penetran en la zona eufótica, provocando una floración de fitoplancton de corta duración en la primavera. Esto luego eleva la profundidad de la capa mixta a 10 metros.
Los cambios en la biología oceánica y la mezcla vertical entre el invierno y el verano en el giro del Atlántico Norte alteran estacionalmente la cantidad total de dióxido de carbono en el agua de mar. Las tendencias interanuales han establecido que las concentraciones de dióxido de carbono dentro de este giro están aumentando a un ritmo similar al que ocurre en la atmósfera . Este descubrimiento coincide con el realizado en el giro del Pacífico Norte. El giro del Atlántico Norte también sufre cambios de temperatura a través de patrones de ondas atmosféricas. La Oscilación del Atlántico Norte es uno de esos patrones. Durante su fase positiva, el giro se calienta. Esto se debe a un debilitamiento de los vientos del oeste, lo que reduce la tensión del viento y la transferencia de calor, proporcionando un mayor período de tiempo para que aumente la temperatura del agua del giro.

## Contaminación

### Plomo
Las muestras medidas de aerosoles, partículas marinas y agua en el giro entre 1990 y 1992 incluyeron el examen de las proporciones de isótopos de plomo. Ciertos isótopos son sellos distintivos de la contaminación esencialmente de Europa y el cercano Medio Oriente por los vientos alisios; otra contaminación fue causada principalmente por las emisiones de Estados Unidos. Se leyeron las capas superficiales del mar de los Sargazos para tales concentraciones, lo que resultó en que entre un 42 y un 57 % de la contaminación provino de fuentes industriales y automotrices estadounidenses, a pesar de la reducción en la producción y uso de gasolina con plomo en los Estados Unidos. Desde 1992, el plomo tiene concentraciones claramente reductoras —se teoriza que esto es cierto al otro lado del Atlántico en las capas superficiales—.

### Mancha de basura
La mancha de basura del Atlántico Norte (en inglés, North Atlantic Garbage Patch), o isla de basura del Atlántico Norte, es una zona de concentración de desechos marinos y plásticos formada por la corriente oceánica rotatoria llamada giro del Atlántico Norte que arrastra la basura hacia su centro. Con un tamaño muy similar a la isla de basura del Pacífico Norte, se encuentra flotando a cientos de millas de la costa de América del Norte y, pese a que se desconoce su extensión de este a oeste, se estima que cubre una superficie de 22 a 38 grados de latitud norte.